# Jukka Koskinen
Jukka Koskinen (Riihimäki, 16 de julho de 1981) é um músico finlandês. É mais conhecido como atual baixista das bandas de metal Wintersun e Nightwish.

## Carreira
Koskinen começou a tocar baixo aos 13 anos de idade em 1994, porém ele só se profissionalizou no ramo musical a partir de 2000 quando passou a integrar a banda de death metal melódico Norther, com a qual gravou cinco álbuns até o fim do grupo em 2012. Ele ainda se juntou à banda Wintersun em 2005, e entre 2009 e 2014 também fez parte do supergrupo Cain's Offering. Mais tarde em 2010, Koskinen integrou a banda Amberian Dawn, onde permaneceu por três anos e gravou dois álbuns, e posteriormente se juntou ao Dark Sarah em 2013.
Em 28 de maio de 2021, Koskinen foi anunciado como baixista interino da banda de metal sinfônico Nightwish, substituindo o recém-saído Marko Hietala durante toda a Human. :II: Nature. World Tour, porém ele foi efetivado como membro oficial do grupo em 21 de agosto de 2022.

## Discografia

### Norther
- Dreams of Endless War (2002)
- Mirror of Madness (2003)
- Death Unlimited (2004)
- Till Death Unites Us (2006)
- N (2008)
- Circle Regenerated (2011)

### Cain's Offering
- Gather the Faithful (2009)

### Amberian Dawn
- Circus Black (2012)
- Re-Evolution (2013)

### Wintersun
- Time I (2012)
- The Forest Seasons (2017)

### Dark Sarah
- Behind the Black Veil (2015)

### Nightwish
- Yesterwynde (2024)